# مايكل بيتس
مايكل بيتس (بالإنجليزية: Michael Bates, Baron Bates )‏ (و. 1961  م) هو سياسي، من المملكة المتحدة، ولد في جيتشيد، هو عضوٌ في حزب المحافظين.
كان عضوا في عضو البرلمان الحادي والخمسون للمملكة المتحدة.